# Marek Kazana
Marek Kazana – polski saksofonista. Jeden z najwybitniejszych muzyków jazzowych, wywodzących się ze szczecińskiego środowiska muzycznego.

## Życiorys
Zaczynał jako gitarzysta rytmiczny w zespole big beatowym, założonym w szkole podstawowej. W liceum ogólnokształcącym grał na perkusji w kolejnej grupie tego rodzaju. Na wniosek instruktora tego zespołu M. Kazana zdawał do szkoły muzycznej – po zdanym egzaminie kształcił się w klasie klarnetu, gdzie miał styczność również z saksofonem. Ważnym elementem jego muzycznej edukacji jako saksofonisty były spotkania jazzowe organizowane na początku lat 70. w krypcie na Zamku Książąt Pomorskich w Szczecinie, gdzie słuchano amerykańskich longplayów jazzowych, wypożyczanych z Konsulatu Stanów Zjednoczonych Ameryki w Poznaniu (Kazana kopiował je później na taśmę magnetyczną). Muzyk studiował także filozofię klasyczną (jest autodydaktą). Wraz z formacją Breakwater zdobył I nagrodę na festiwalu Jazz nad Odrą (Wrocław, 1979), indywidualną nagrodę za kompozycję Marsz bez sensu na festiwalu Jazz Juniors (Kraków, 1983), nagrodę w kategorii Jazz na festiwalu FAMA (Świnoujście, 1983), stypendium im. Krzysztofa Komedy – Jazz Club Hybrydy (Warszawa, 1983) oraz Grand Prix w konkursie Debiuty na XXIII KFPP Opole'86 z grupą Operating Conditions. Był stałym bywalcem klubów szczecińskich (m.in. „Pinokio”, „Kontrasty”, „Kubuś”, „Trans”, „Pod Masztami”), a także klubów w innych miastach Polski (m.in. w Warszawie, Krakowie, Wrocławiu, Poznaniu). Od 1981 roku przez wiele lat współpracował z basistą Markiem Macem (Duet Mac-Kazana, Mark 3, Marek Kazana Kwintet, Marek Kazana Kwartet, Kazana-Mac-Wilk, Marek Kazana Project). Występował z wykonawcami stricte jazzowymi, jak i z tymi, którzy reprezentowali inne gatunki muzyczne (zespoły free jazzowe, bluesowe, reggae, punk rockowe). Przewinął się przez składy zespołów: Green Revolution, Free Cooperation i Operating Conditions. Od końca lat 80. XX w. był członkiem czołowej, polskiej formacji jazzowej Young Power. Ponadto współpracował z Mirą Kubasińską, z łemkowską grupą folkową „Chwylina”, z orkiestrą dętą z Łobza oraz współpracował jako solista z Filharmonią Szczecińską i Operą na Zamku w Szczecinie. Nagrał ponad 20 płyt z wykonawcami, takimi jak m.in.: Green Revolution, Free Cooperation, Operating Conditions, Young Power, T. Love, Arfik, czy Podwórkowi Chuligani. W 1983 roku wziął udział w sesji nagraniowej zespołu Sklep z Ptasimi Piórami, która ukazała się na płycie dopiero w 1996 roku. Wraz z zespołem wystąpił w programie telewizyjnym w reż. Leszka Szopy, pt. Słońce zmęczone (1984). Saksofonista był wysoko notowany w dorocznych ankietach Jazz Forum w kategoriach: saksofon altowy, klarnet, saksofon barytonowy. Jako muzyk, kompozytor i aranżer współpracował ze szczecińskimi teatrami – Polskim (Alicja w krainie czarów), Współczesnym (Opera za trzy grosze, Popiół i diament) i Kana (Moskwa Pietuszki, Noc Walpurgii). Prowadził autorskie programy w Telewizji Szczecin oraz w P. R. Szczecin. W 1994 roku wziął udział w Festiwalu Miast Bałtyckich ART OF MUSICA. Od 1998 roku jest wykładowcą w projekcie Mała Akademia Jazzu, realizowanym przez Jazz Club „Pod Filarami” w Gorzowie Wielkopolskim. W roku 1999 w duecie z Norbertem Śliwą (śpiew, gitara) nagrał EPkę pt. Makro C&C – 5 lat na zlecenie niemieckiej firmy METRO AG. Kilka lat później rozpoczął współpracę z młodym jazzowo-hip-hopowym zespołem Korporacja i wielokrotnie występował ze szczecińskim kwartetem Chango z którym również nagrywał. Daje koncerty solowe oraz w różnych konstelacjach (duet, trio, kwartet). 7 września 2013 roku miała miejsce premiera pierwszej, autorskiej płyty saksofonisty, zatytułowany Tangola, zaś w roku 2014 pojawił się w sprzedaży jego drugi album, zatytułowany Mam dwóch wnuków w Birmingham, który ukazał się pod szyldem „Kazana Twister Albán Juárez”. 20 października 2013 roku podczas Szczecin European Film Festival odbył się premierowy pokaz jego filmu biograficznego pt. Narcyz o sobie. Historia Marka Kazany (produkcja: Beata Zuzanna Borawska, Dominik Sienkiewicz, Mateusz Jakubiszyn).

## Dyskografia

### Albumy solowe[16]
- 2013: Tangola („Marek Kazana Project”)
- 2014: Mam dwóch wnuków w Brimingham („Kazana Twister Albán Juárez”) (wyd. BIG FLOW)

### Breakwater
- 2022: Breakwater (wyd. GAD Records; kompletny zbiór nagrań radiowych zespołu z lat 1979–1980)[17]